# Shrek
A Shrek 2001-ben bemutatott  amerikai 3D-s számítógépes animációs film, amely a Shrek-sorozat első része. Az 5. DreamWorks-film rendezője Andrew Adamson és Vicky Jenson. Az animációs játékfilm producere Jeffrey Katzenberg, Aron Warner és John H. Williams. A forgatókönyvet Ted Elliott, Terry Rossio, Joe Stillman és Roger S.H. Schulman írta, a zenéjét Harry Gregson-Williams és John Powell szerezte. A mozifilm a DreamWorks Animation gyártásában készült, és ugyancsak a DreamWorks Pictures forgalmazásában jelent meg. Műfaja zenés filmvígjáték. A film William Steig 1990-es tündérmeséjének számítógépes animációs filmadaptációja. Ez a film volt az első, amely Oscar-díjat nyert a legjobb animációs film kategóriában, amelyet 2001-ben vezettek be.
A film 2001. május 19-én került elsőként a nézők elé Amerikában, a magyar premier 2001. június 21-én volt a mozikban.
A filmváltozatban Shrek, a nagy, zöld ogre hangját Gesztesi Károly (eredetileg Mike Myers), Fiona hercegnőjét Für Anikó (Cameron Diaz), a beszédes Szamárét Kerekes József (Eddie Murphy), a csalóka herceg, Farquaad nagyúr hangját pedig Végvári Tamás (John Lithgow) szolgáltatja. A filmzene többek közt olyan előadóktól is tartalmaz számokat, mint a Smash Mouth, The Proclaimers, Jason Wade és Rufus Wainwright.
A film sokhelyütt a klasszikus Disney-filmeket, valamint a tündérmeséket parodizálja.
Az eredeti változatban Shrek hangját eleinte Chris Farley adta. Halála után Mike Myers cserélte őt le. Miután befejezte a teljes felvételt, és a film már a produkció végén járt, Myers azt kérte, hadd vehessék fel újra a szöveget, ezúttal skót akcentussal; megengedték neki.
A film következő részét, a Shrek 2.-t Amerikában 2004. május 19-én mutatták be, Magyarországon 2004. július 1-jén volt a premierje, és gyorsan minden idők legnépszerűbb animációs filmje lett, felülmúlva ezzel a Némó nyomában című filmet is.

## Rövid történet
Egy gonosz nagyúr száműzi a mesebeli lényeket egy mogorva ogre mocsarába, akinek küldetésre kell indulnia, és meg kell mentenie egy hercegnőt a nagyúr számára, hogy visszakapja a lakhelyét a mocsárban.

## Cselekmény
A film hőse Shrek, egy mogorva ogre, aki egymagában él a mocsarában. Azonban egy nap mesebeli lények lepik el a mocsarát, akiket a környék uralkodója, az apró termetű Farquaad nagyúr száműzött oda. Shrek és a nyomába szegődő beszélő szamár felkeresik Farquaadot, akivel egyezséget kötnek: a nagyúr kitelepíti a lényeket a mocsárból, ha cserébe Shrek kiszabadítja a tűzokádó sárkány várából a szépséges Fiona királylányt, akit azért venne feleségül, hogy király lehessen.
Shrek és Szamár hosszú utazás után megérkeznek a sárkány várába, ahol a vár gazdája, a félelmetes sárkánylány rájuk támad. Szamár a sárkány női hiúságát kihasználva eltereli a figyelmét, így Shreknek sikerül kiszabadítania a királylányt. Fiona eleinte igencsak csalódott, hogy a szőke herceg helyett egy nagydarab ogre jött el érte.
Miközben Farquaad vára felé tartanak, különös vonzalom alakul ki a zöld szörny és a királylány között. Fiona azonban éjszakánként mindig elbújik. Szamár hamarosan rájön a titokra: a hercegnő éjszakánként zöld ogrelánnyá változik. Az átkot a szerelem első csókja törheti csak meg. Shrek kihallgatja Szamár és Fiona beszélgetését, de mivel nem tudja, hogy Fiona ogrealakot szokott ölteni, azt hiszi, a „csúf szörny” kifejezés őrá vonatkozik. Sértődötten és csalódottan adja át Farquaadnak a királylányt, majd visszavonul az immár meselény-mentes mocsárba.
Szamár felkeresi Shreket és tisztázza a félreértést. A sárkánylány hátán a templomba repülnek, hogy megakadályozzák Farquaad és Fiona esküvőjét. A nagyúr először kineveti az ogrét, de jókedve hamar undorrá válik, mikor lemegy a nap, és a hercegnő alakot vált. A katonák rátámadnak a két ogréra, de ekkor megjelenik a sárkánylány, és lenyeli a töpörödött uralkodót. Shrek és Fiona boldogan csókolják meg egymást és az átok megtörik: Fiona örökre ogrelány marad. Hatalmas lakodalmat csapnak, ahova az összes mesebeli lényt is meghívják, és boldogan élnek, míg meg nem halnak.

## Szereplők
| Szereplő       | Eredeti hang        | Magyar hang                                | Faj                    |
| -------------- | ------------------- | ------------------------------------------ | ---------------------- |
| Shrek          | Mike Myers          | Gesztesi Károly                            | ogre                   |
| beszélő Szamár | Eddie Murphy        | Kerekes József                             | szamár                 |
| Fiona hercegnő | Cameron Diaz        | Für Anikó                                  | félig ember félig ogre |
| Lord Farquaad  | John Lithgow        | Végvári Tamás                              | ember                  |
| Monsieur Hood  | Vincent Cassel      | Forgács Péter                              | ember                  |
| Kapitány       | Jim Cummings        | Rosta Sándor                               | ember                  |
| Varázstükör    | Chris Miller        | Forgács Gábor                              | tükör                  |
| Geppetto       | Chris Miller        | Izsóf Vilmos                               | ember                  |
| Mézi           | Conrad Vernon       | Bolba Tamás                                | mézeskalács            |
| Pinocchio      | Cody Cameron        | Damu Roland                                | játék                  |
| Malacok        | Cody Cameron        | Bodrogi Attila                             | malacok                |
| Vakegerek      | Christopher Knights | Bodrogi Attila Pálmai Szabolcs Tóth Roland | egerek                 |
| Thelonious     | Christopher Knights | Vizy György                                | ember                  |
| Farkas         | Aron Warner         | Albert Péter                               | farkas                 |
| Öregasszony    | Kathleen Freeman    | Bókai Mária                                | ember                  |
| Püspök         | Val Bettin          | ifj. Kőmíves Sándor                        | ember                  |
| Medvebocs      | Bobby Block         | Lamboni Anna                               | barnamedve             |
| Peter Pan      | Michael Galasso     | Skolnik Rudolf                             | embergyerek            |

- További magyar hangok: Árkosi Kati, Bodrogi Attila, Bolla Róbert, Csonka Anikó, Dósa András Mátyás, Fésűs Bea, Lamboni Anna, Orgován Emese, Simon Aladár, Sörös Miklós, Vágola Éva, Vizy György
- Énekhangok: Náray Erika, Oroszlán Szonja, Pálinkás László, Pálinkás Péter, ifj. Pálinkás Péter

## Televíziós megjelenések Magyarországon
| Csatorna   | Adás időpontjai | Korhatár            |
| ---------- | --------------- | ------------------- |
| TV2        |                 | (korábban) (később) |
| FEM3       |                 | AP                  |
| PRIME      |                 | AP                  |
| Super TV2  |                 | AP                  |
| Mozi+      |                 | AP                  |
| Kiwi TV    |                 | AP                  |
| Moziverzum |                 | AP                  |